# Saint-Sauveur-de-Cruzières
Saint-Sauveur-de-Cruzières é uma comuna francesa na região administrativa de Auvérnia-Ródano-Alpes, no departamento de Ardèche. Estende-se por uma área de 24,84 km². Em 2010 a comuna tinha 546 habitantes (densidade: 22 hab./km²).